# South Lake Tahoe
South Lake Tahoe város az USA Kalifornia államában, El Dorado megyében. Lakosainak száma 21 330 fő (2020. április 1.).

## Népesség
A település népességének változása:
| Lakosok száma | 12 921 | 21 403 | 21 330 |
|               | 1970   | 2010   | 2020   |